# Jan Kapito
Jan Kapito též Hlaváč či Capito († 31. prosince 1589, Třebíč) byl knězem Jednoty bratrské a jedním z překladatelů Bible kralické.
Narodil se někdy v padesátých letech 16. století v Bystřici pod Pernštejnem. Studoval v Heidelbergu. Byl správcem sboru v Třebíči, kde i zemřel. Byl členem úzké rady Jednoty. Byl chatrného zdraví.